# Oreste Bilancia

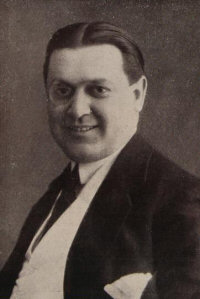
Oreste Bilancia (1920)

Oreste Bilancia (* 24. September 1881 in Catania; † 31. Oktober 1945 in Rom) war ein italienischer Schauspieler.

## Leben und Wirken
Bilancias Karriere begann 1902 als Dialektschauspieler bei der Bühnentruppe Galli-Gusti-Ciarli-Bracci, wo er als zweiter Komiker agierte. Seine nächste Station war die Gruppe Calabresi-Severi. Von 1910 bis 1913 war er Direktor des Casinos von Sanremo, danach ab 1914 Leiter des Kursaals von Montecatini.
Ende 1914 engagierte ihn die Produktionsfirma Ambrosio in Turin als Filmschauspieler. Der füllige, meist mit einem Monokel ausgestattete Bilancia wurde ein gut beschäftigter Nebendarsteller, der in zahlreichen bedeutenden Filmen des italienischen Stummfilmkinos mitwirkte. 1925 nahm er – in Italien herrschte die Kinokrise – ein Angebot aus Deutschland an und war in den folgenden Jahren bis zum Ende der Stummfilmzeit in zahlreichen deutschen Filmen zu sehen. Er kehrte dann nach Italien zurück und übernahm in Filmen der Telefoni Bianchi weitere Rollen. Auch nahm er wieder Bühnenangebote wahr, wo er mit seiner rundlichen Figur, seinem fröhlichen und gutherzigen Charakter, roten Haaren und eleganten Erscheinung gelungene Charakterstudien bot.
Bilancia war mit der Schauspielerin Asta Gundt verheiratet.

## Filmografie (Auswahl)
- 1925: Nick, der König der Chauffeure
- 1925: Briefe, die ihn nicht erreichten
- 1925: Frauen, die man oft nicht grüßt
- 1925: Der Bastard
- 1925: Die vertauschte Braut
- 1925: Das Mädchen mit der Protektion
- 1925: Der Bankkrach Unter den Linden
- 1926: Der rosa Diamant
- 1926: Man spielt nicht mit der Liebe
- 1926: Die Königin des Weltbades
- 1927: Die Czardasfürstin
- 1927: Der goldene Abgrund
- 1927: Ein schwerer Fall
- 1927: Die weiße Sklavin
- 1927: Der Sprung ins Glück (La storia di una piccola Parigina)
- 1927: Die letzte Galavorstellung des Zirkus Wolfsohn
- 1928: Der Fall des Staatsanwalts M …
- 1928: Liebeskarneval
- 1928: Saxophon-Susi
- 1928: Marter der Liebe
- 1928: Villa Falconieri
- 1928: Zwei rote Rosen
- 1928: Quartier Latin
- 1929: Der Held aller Mädchenträume
- 1929: Das Mädel mit der Peitsche
- 1929: Der Narr seiner Liebe
- 1936: Die weiße Frau des Maharadscha (Una donna fra due mondi)
- 1937: Hände weg! (Fermo con le mani!)
- 1939: Die Nacht der Vergeltung (Angélica)
- 1941: Tragödie einer Liebe (Vertigine)
- 1942: Lüge einer Sommernacht (4 passi fra le nuvole)
- 1943: Abenteuer im Grandhotel
- 1943: Achtung, Aufnahme (Silenzio, si gira!)